# Hudson Falls
Hudson Falls – wieś w Stanach Zjednoczonych, w stanie Nowy Jork, w hrabstwie Washington.